# الحالة الفصامية الزورانية والحالة الاكتئابية
في علم النفس التنموي، اقترحت المحللة النفسية ميلاني كلاين «نظرية الحالة النفسية» بدلًا من «نظرية المرحلة النفسية».

## الحالة الفصامية الزورانية (الارتيابية)
وفقًا لنظرية علاقات الشيء، تعتبر الحالة الفصامية الزورانية حالةً ذهنيةً تصيب الأطفال وترافقهم منذ الولادة حتى الشهر الرابع أو السادس من عمرهم.
وصفت ميلاني كلاين المراحل الأولى من الحياة النفسية عند الأطفال من حيث نجاح واكتمال نموهم وتطورهم من خلال مواقف وحالات معينة. يعتبر مصطلح الحالة بالنسبة لكلاين مجموعةً من الوظائف النفسية التي تتوافق مع مرحلة محددة من النمو والتطور، وهي تظهر دائمًا خلال السنة الأولى من الحياة، ولكنها موجودة في جميع المراحل التالية، ويمكن إعادة تنشيطها في أي وقت. يوجد هناك حالتان رئيستان: الحالة الفصامية الزورانية والحالة الاكتئابية التالية لها. الحالة المبكرة الأكثر بدائية هي الحالة الفصامية الزورانية، فإذا كانت بيئة الفرد وتربيته مقبولةً ومُرضيةً سينتقل إلى الحالة الاكتئابية.
تعتبر الحالة الفصامية الزورانية حالةً ذهنية توجد عند الأطفال منذ ولادتهم حتى الأشهر الأربعة أو الستة الأولى من الحياة. ومع أن هذه الحالة تتطور إلى حالة تالية لها، إلا أنه من الطبيعي أن تتحرك إلى الأمام أو الخلف بين الحالتين، رغم أن بعض الأشخاص قد يبقون في الحالة الفصامية الزورانية أغلب الوقت. باعتبارها من مُنشِئي نظرية العلاقة بالموضوع، ترى كلاين أن المشاعر مرتبطة دائمًا بالأشخاص الآخرين أو الأشياء الشعورية. لا تتعلق علاقات الطفل خلال الأشهر الأولى من حياته بأشياء كاملة، بل فقط بأشياء جزئية، مثل ثدي الأم أو يديها أو وجهها.....
يشير مصطلح الزوران (الارتياب) إلى حالة القلق الارتيابي المركزي والخوف من الحقد أو الشر الذي يجتاح للنفس. هي تجربة شعورية خارجية، لكنها نابعة من الإسقاط النفسي لغريزة الموت. يمكن فهم القلق الارتيابي من خلال القلق بشأن الهلاك الوشيك، وهو ينبع من الإحساس بالغريزة المُهلِكة أو غريزة الموت الموجودة عند الطفل. في هذه الحالة، قبل الاندماج الآمن مع شيء جيد لحماية الأَنا (الذات)، فإن الأنا غير الناضجة تتعامل مع قلقها عبر فصل المشاعر السيئة ثم إسقاطها أو تمثيلها نفسيًا، لكن هذا يُسبب جنون الارتياب (الزَوَر أو الذهان الكبريائي). أما مصطلح الفصامي، فهو يشير إلى آليات دفاعية مركزية مثل الانفصام والفصل الحذِر للأشياء الجيدة عن الأشياء السيئة.
افترضت كلاين أن التطور السليم يقتضي أن الطفل عليه تصنيف عالمه الخارجي وأشياءه ونفسه في فئتين: الفئة الخيّرة أو الجيدة (مثل السرور والمحبة) والفئة السيئة (مثل الإحباط والكره والاضطهاد). يجعل هذا التقسيم التعرف على الفئة الجيدة وإدماجها بطريقة غير واعية في التوجهات والأفكار أمرًا ممكنًا وسهلًا. وبمعنى آخر: التقسيم في هذه المرحلة أمر مفيد لأنه يحمي الفئة الجيدة من التدمير من قبل الفئة السيئة. عندما تتطور الأنا لاحقًا بما فيه الكفاية يمكن دمج الفئة السيئة ويمكن تحمل الصراعات والتناقضات الوجدانية. وفي وقت لاحق، ومع قدر أكبر من النضج وانحلال الحالة الاكتئابية، يمكن للأنا أن تجمع بين الأشياء الجيدة والسيئة ما يؤدي إلى علاقات مع أشياء كاملة. وينطوي تحقيق هذا على الحداد على فقد الشيء المثالي وما يرافقه من قلق اكتئابي.
وصفت كلاين تقدم النمو والتطور عبر مرحلتين: الحالة الفصامية الزورانية، والحالة الاكتئابية. في الحالة الفصامية الزورانية، يكون القلق الرئيس من جنون الارتياب والتوهم المرضي والخوف على الذات. عندما تسير الأمور على ما يرام، يشعر الطفل أن الأم شيء حميد ومثالي، ولكن عندما لا تُلبّي احتياجات طفلها الصغير أو رغباته على الفور -لأنها ليست موجودة لتحقيق ذلك- فإنه حكمًا سيشعر أن غياب الشيء الجيد يمثل شيئًا سيئًا. وبعد ذلك، يُكره الشيء السيئ ويُهاجم في المخيّلة. وسرعان ما يصبح الشيء السيئ المُحبِط والمكروه اضطهاديًا، ويتصور الطفل أن ينتقم بطريقة مشابهة لكيفية معاملته، وهذا هو سبب شعوره بالاضطهاد وبالتالي الفصام الزوراني.
بالإضافة إلى النواحي السيئة (مثل العدوانية والكره) في الذات، والمشتقة من غريزة الموت التي تُسقط نفسيًا على الأشياء، تُسقط الطيبة (الخير) أيضًا على الأشياء. من السهل معرفة السبب وراء إسقاط الوضع السيئ خارج الذات بدلًا من الشعور به داخلًا، ولكن يصعب فهم سبب إسقاط الطيبة، والسبب في ذلك أن الشخص عندما لا يشعر بأنه قادر على تحمل طيبة القلب فمن الأسلم أن تُمثل على الأشياء. هذا هو أساس المثالية، الذي قد يكون مفيدًا في بعض الحالات مثل إضفاء المثالية على الجراح الذي يُجري عملية جراحية.
يعتبر إسقاط الوضع السيئ على الأشياء أساس التمييز العنصري أو رهاب المثلية الجنسية أو أي كراهية غير منطقية لمجموعة أخرى يُنظر إليها على أنها مختلفة عن الذات (ولكنها أساسًا ليست كذلك). مثال على ذلك، وكلاء العقارات والتحرريون والتحفظيون وراكبو الدراجات وسائقو السيارات والأمهات العازبات والشماليون والجنوبيون وشرطة المرور. مع مرور الوقت، يصبح الطفل أكثر قدرة على تحمل الإحباط والتعلق بالأشياء الجيدة والتمسك بها لفترات متزايدة ما يجعله قادرًا على تحمل دوافعه السيئة دون خوف من أن تدمر أشياءه الجيدة. ويتيح هذا الأمر رؤية أكثر واقعية للنفس والأشياء باعتبارهما يمتلكان صفات جيدة وسيئة، ما يؤدي إلى تكامل ونضج أكبر للحالة الاكتئابية.
أكدت كلاين أن الأجزاء الجيدة والسيئة من الذات تُسقط على الأشياء أو في مضمونها. ويمثل هذا عملية التوجه نحو الحياة والموت، أو الحب والكره.